# Autoroute A34 (Italie)

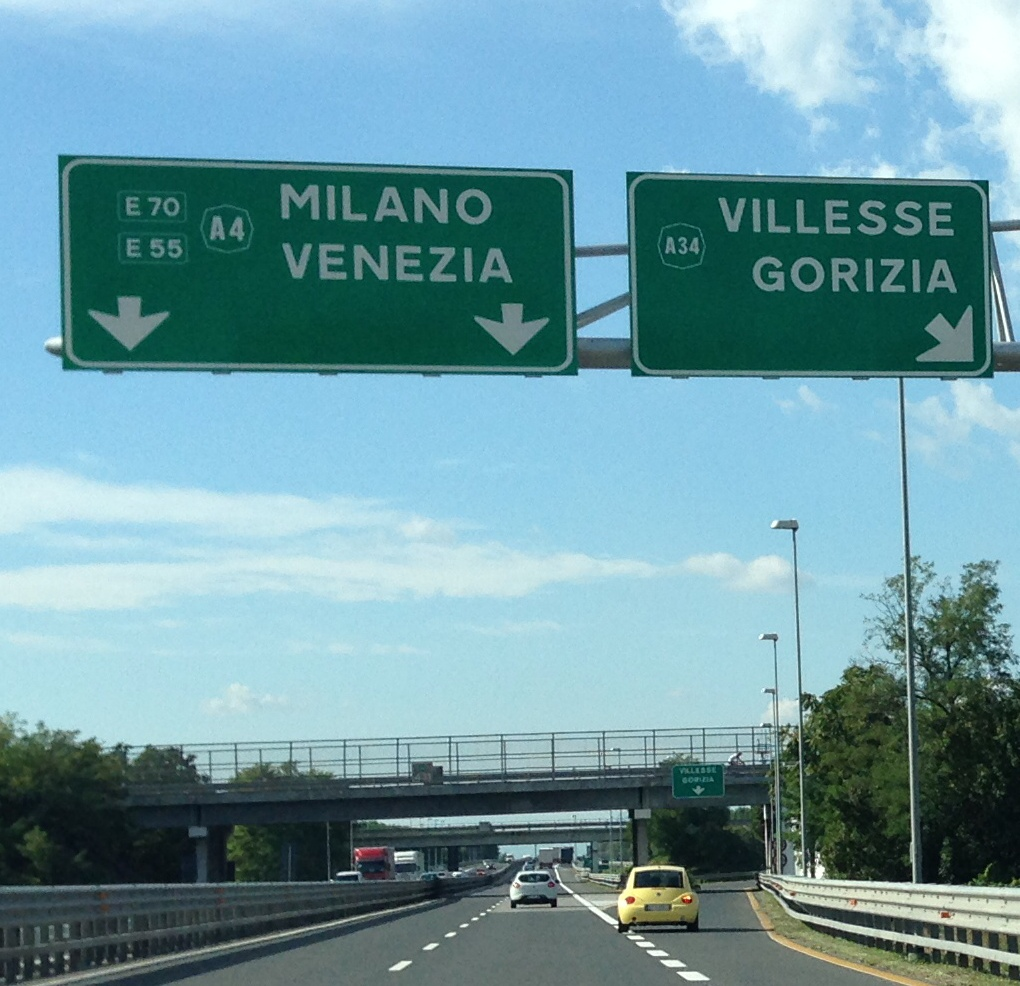
Autouroute A34 près de Gorizia

Pour les articles homonymes, voir A34.
 (août 2018).
L'autoroute A34 italienne (en italien, autostrada A34) se connecte à l’autoroute A4 au croisement de Villesse en direction de Gorizia, en s’achevant après 17 km à Sant'Andrea/Vertoiba où elle poursuit ensuite comme autoroute H4 slovène (péage avec vignette) qui sur  99 km la mène ensuite vers Ljubljana. L’A34 est gérée par Autovie Venete.

## Historique
Avant des travaux d’amélioration, l’autoroute était qualifiée de « raccordo autostradale 17 (RA 17) », et auparavant de « nuova strada ANAS 15 Villesse (A4) - Gorizia-Sant'Andrea (NSA 15) ». La classification de A34 a été accordée par le Ministero dei Trasporti par la note MIT-STRA 003964 du 31 juillet 2012.